# آن فياليتسينا
آن سيرجيفنا فياليتسينا  (بالروسية: А́нна Серге́евна Вьяли́цына)‏; مواليد 19 مارس 1986)، ممثلة وعارضة أزياء أمريكية - روسية، ولدت في غوركي, الاتحاد السوفييتي، معروفة باسم "أن في.

## وصلات خارجية
- آن فياليتسينا على موقع IMDb (الإنجليزية)
- آن فياليتسينا على موقع ألو سيني (الفرنسية)
- آن فياليتسينا على موقع أول موفي (الإنجليزية)
- آن فياليتسينا على موقع قاعدة بيانات الفيلم (الإنجليزية)
- آن فياليتسينا على موقع دليل عارضات الأزياء (الإنجليزية)